# Iniciativa Independent
Iniciativa Independent (I-I, Iniciativa Independiente) es un partido político de carácter local. Partido independiente circunscrito a la localidad de Jalón, provincia de Alicante (España). Fundado en 2006, se peresentó a las Elecciones Municipales de 27 de mayo de 2007, obteniendo 377 votos (el 28,28%) y 3 concejales, por lo que en sus primeras elecciones se convierte en la primera fuerza política de Jalón. Su cabeza de lista Jaume Castells Mengual fue elegido alcalde en la sesión plenaria del 16 de junio de 2007.
- Datos: Q5916240